# 西江镇 (雷山县)
西江镇，是中华人民共和国贵州省黔东南苗族侗族自治州雷山县下辖的一个乡镇级行政单位。位于雷山县东北36千米处，是苗族西氏支系。以其境内独特的少数民族风情而闻名于世，旅游景点有西江千户苗寨。

西江千户苗寨全景。

## 行政区划
西江镇下辖以下地区：
西江镇社区、长乌村、干荣村、开觉村、堡子村、麻料村、控拜村、乌高村、连城村、营上村、白碧村、猫鼻岭村、龙塘村、北建村、羊吾村、中寨村、黄里村、大龙村、小龙村、乌尧村、脚尧村和西江村。

## 中国历史文化名镇
2007年5月31日，中华人民共和国建设部和国家文物局公布西江镇为第三批中国历史文化名镇。

## 中国传统村落
- 2012年12月，控拜村被评为首批“中国传统村落”。
- 2013年8月，长乌村、黄里村、中寨村、开觉村、龙塘村、麻料村、乌尧村、北建村被评为第二批中国传统村落。